# Tistedalen
Tistedalen (ook: Tistedal) is een dorp dat tegenwoordig vastgebouwd is aan de stad Halden in Noorwegen.
Tistedalen ligt 4 km van het stadscentrum af. Hier waren vanouds veel houtzagerijen. Ook ontstond er in 1815 de eerste katoenspinnerij, een van de eerste industriële ondernemingen in het latere Noorwegen. Tegenwoordig zijn er in deze fabriek tentoonstellingen over industrieën als katoen- natuursteen- en schoenindustrie.